# 貓頭鷹和貓咪
《貓頭鷹和貓咪》（英語：The Owl and the Pussycat）是英國打油詩人愛德華·利爾於1867年創作的荒誕詩歌，1871年首次出版，收錄在《荒誕的歌、故事、植物和字母》之中。
1867年耶誕節時，利爾為好友約翰·愛登·賽門斯生病的女兒珍妮特寫下這首詩歌。
在2014年的民意調查中，《貓頭鷹和貓咪》獲選為英國最受歡迎的童謠，其次是《一閃一閃小星星》和《矮胖子》。

## 故事簡介

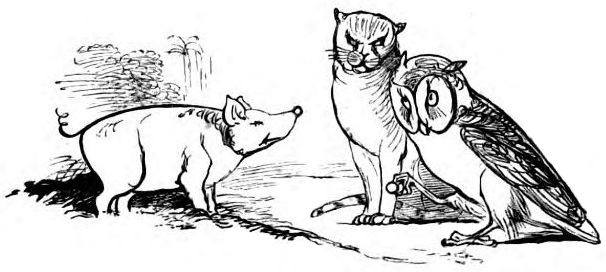
貓頭鷹和貓咪見到了小豬。

《貓頭鷹和貓咪》詩歌以四隻擬人化的動物——貓咪、貓頭鷹、小豬、火雞作為主角人物。貓頭鷹和貓咪一同出海航行，貓頭鷹彈奏吉他給貓咪聽，牠們隨即戀愛了。在航行了一年又一天後，牠們來到樹林子內，用一毛錢買下小豬的戒指，第二天在山上的火雞的见证下成亲。最後牠們手牽手在月光下的沙灘上跳舞。
《貓頭鷹和貓咪》還有一部未完成的續集《貓頭鷹和貓咪的孩子》於1938年出版。

## 衍生作品
英國繪本作家碧雅翠絲·波特曾表示她的作品《小豬羅賓遜的故事》是《貓頭鷹和貓咪》中的小豬的人物背景故事。1970年改编为同名电影。

## 外部連結
- Nonsense Songs, Stories, Botany, and Alphabets - 古腾堡计划（英文）